# قضية الخاطفين الأفغان عام 2006
تُشير قضية الخاطفين الأفغان إلى مجموعة الأحكام القضائية للمملكة المتحدة في عام 2006 التي حكمت فيها على مجموعة من تسع رجال أفغان، اختطفوا طائرة هربًا من طالبان، بحق البقاء في المملكة المتحدة. أثارت القضية جدلًا سياسيًا واسع الانتشار واستجوبتها قطاعات كبيرة من وسائل الإعلام، ما تسبب في استنكار واسع من قبل العديد من الصحف (أبرزها صحيفة ذا صن)، وزعماء حزب العمال وحزب المحافظين.
وصف رئيس وزراء المملكة المتحدة توني بلير هذا الحكم بأنه «إساءة استخدام للحس العام» في حين تعهد زعيم حزب المحافظين ديفيد كاميرون بإصلاح التشريعات البريطانية لحقوق الإنسان لمنع تكرار مثل هذه الحالات.

## التسلسل الزمني للقضية
خطفت مجموعة من تسع رجال أفغان في 6 فبراير عام 2000 بقيادة الأخوين علي صافي ومحمد صافي الهاربين من نظام طالبان طائرة الخطوط الجوية الأفغانية أريانا 805 من طراز بوينغ 727، وتسجيل الطائرة يا-فاي، وعلى متنها 180 مسافرًا وسبعة أشخاص من طاقم الطائرة.
كانت الرحلة 805 رحلة داخلية من كابول إلى مطار مزار شريف، لكن الخاطفين أجبروا الطاقم على السفر إلى مطار ستانستيد في إسيكس في إنجلترا بعد توقفهم في طشقند وأكتوبي وموسكو. استمر اختطاف الطائرة حتى 10 فبراير. أُدينوا بالخطف والسجن غير الشرعي في عام 2001، وحُكم عليهم بالسجن لمدة خمس سنوات، لكن أبطلت محكمة الاستئناف إداناتهم في عام 2003، لأن ملخص قاضي المحاكمة ارتكب خطأً قانونيًا وربما ضلل هيئة المحلفين. وأشار القاضي إلى أن دفاع الاحتجاز الإجباري لا يُطبق إلا إذا تعرض المتهمون لتهديد فعلي موضوعي، بينما حكمت محكمة الاستئناف أن ملاحظة التهديد يمكن أن تكون كافية للمتهمين لتقديم الاحتجاز الإجباري كدفاع.
حكمت هيئة تحكيم في 2004 أن إعادة الرجال إلى أفغانستان انتهاك لحقوقهم الإنسانية وفقا لقانون حقوق الإنسان لعام 1998. منح وزير الداخلية البريطاني تشارلز كلارك الرجال إذنا مؤقتا للبقاء في المملكة المتحدة، وبالتالي قيدهم من القدرة على العمل أو الحصول على وثائق سفر والإخبار عن مكان إقامتهم.
حكم السيد جيريمي ميرث سوليفان قاضي الاستئناف في المحكمة العليا أن تقييد إذن بقاء الرجال في المملكة المتحدة غير قانوني بموجب قانون الهجرة لعام 1971، وأمر بمنحهم «رخصة تقديرية بالبقاء» والتي تخولهم العمل في المملكة المتحدة.
طعن وزير الداخلية جون ريد في الحكم الصادر عن محكمة الاستئناف، مجادلا أن وزارة الداخلية «يجب أن تتمتع بسلطة منح إذن مؤقت فقط لطالبي اللجوء الذين فشلوا في طلبهم والمسموح لهم فقط بالبقاء في المملكة المتحدة كحق من حقوقهم الإنسانية» ورفضت المحكمة الاستئناف في 4 أغسطس عام 2006.

## النزاع
أدان كلا الحزبين السياسيين البريطانيين قرار المحكمة. وقال وزير الداخلية في حكومة الظل ديفيد ديفيس: «ارتكب هؤلاء الخاطفون جرائم خطيرة يُفترض أن تجعلهم يتعارضون مع صفة اللاجئ» وجادل أن المشكلة تكمن في «إبداع» حكومة العمل بسبب استحداثهم لقانون حقوق الإنسان لعام 1998.